# Рональд Серрітос
Рональд Освальдо Серрітос Флорес (ісп. Ronald Osvaldo Cerritos Flores; нар 3 січня 1975, Сан-Сальвадор, Сальвадор) — колишній сальвадорський футболіст. Грав на позиції нападника у різних сальвадорських і американському клубах. Був гравцем національної збірної Сальвадору, за яку провів 70 матчів.

## Клубна кар'єра
Серрітос починав свою кар'єру в сальвадорському клубі «АДЕТ» з Ла-Лібертада.
21 березня 1997 року він став гравцем клубу MLS «Сан-Хосе Клеш», в перший же сезон в лізі увійшов в список 11 найкращих гравців року. П'ять сезонів у складі каліфорнійців були найуспішнішими в його кар'єрі. Після закінчення сезону 2001 він перейшов в «Даллас Берн», де 1,5 року він провів у боротьбі за місце у стартовому складі і зі своїми травмами.
У 2003 року форвард перейшов у «Ді Сі Юнайтед», де не зміг виправдати покладені на нього надії і свою високу зарплату. У підсумку, у 2004 році він вирушив у рідний Сальвадор, де виступав за «Альянсу».
У 2005 році Серрітос повернувся в MLS, в «Сан-Хосе Ерсквейкс», а в наступному році він грав за «Х'юстон Динамо». Відігравши згодом за сальвадорський «Сан-Сальвадор» і в нижчих американських дивізіонах, Серрітос у 2008 році закінчив свою професійну кар'єру футболіста.
29 вересня 2010 року в перерві матчу MLS «Сан-Хосе Ерсквейкс» — «Чикаго Файр» Серрітос офіційно став другим гравцем, включеним в Залу слави клубу «Сан-Хосе Эртквейкс».

## Міжнародна кар'єра
Серрітос дебютував у складі збірної Сальвадору 5 грудня 1993 року, у матчі проти збірної США. За 15 років Серрітос провів 70 матчів за національну команду і забив 8 м'ячів. Він представляв свою країну в 28 матчах відбіркових турнірів Чемпіонату світу, виступав на чотирьох Золотих кубках КОНКАКАФ (1996, 1998, 2002) та 2007).

### Голи за збірну Сальвадору
| # | Дата            | Місце                                | Суперник          | Рахунок | ПІдсумк | Турнір                      |
| - | --------------- | ------------------------------------ | ----------------- | ------- | ------- | --------------------------- |
| 1 | 10 січня 1996   | Едісон Інтернешнл Філд, Анахайм, США | Тринідад і Тобаго | 2:0     | 3:2     | Золотий кубок КОНКАКАФ 1996 |
| 2 | 25 вересня 1996 | Меморіал Колізеум, Лос-Анджелес, США | Гватемала         | 1:1     | 2:1     | Товариський матч            |
| 3 | 29 травня 1999  | Джайнтс, Східний Рутерфорд, США      | Колумбія          | 2:1     | 2:1     | Товариський матч            |
| 4 | 5 березня 2000  | Кускатлан, Сан-Сальвадор, Сальвадор  | Беліз             | 3:0     | 5:0     | Кваліфікація до ЧС-2002     |
| 5 | 6 лютого 2008   | Кускатлан, Сан-Сальвадор, Сальвадор  | Ангілья           | 5:0     | 12:0    | Кваліфікація до ЧС-2010     |
| 6 | 6 лютого 2008   | Кускатлан, Сан-Сальвадор, Сальвадор  | Ангілья           | 10:0    | 12:0    | Кваліфікація до ЧС-2010     |
| 7 | 6 лютого 2008   | Кускатлан, Сан-Сальвадор, Сальвадор  | Ангілья           | 12:0    | 12:0    | Кваліфікація до ЧС-2010     |
| 8 | 26 березня 2008 | РФК Стедіум, Вашингтон, США          | Ангілья           | 1:0     | 4:0     | Кваліфікація до ЧС-2010     |

## Особисте життя
У Серрітоса двоє синів, проживає в окрузі Монтгомері, штат Меріленд. Працює тренером дитячих та юнацьких команд у власній футбольній академії.

## Досягнення

### Клубні
- Сан-Хосе Ерсквейкс:
  - Володар Кубка MLS (1): 2001

### Особисті
- У списку Найкращих 11 гравців року MLS (1): 1997
- Включений в Залу слави клубу «Сан-Хосе Ерсквейкс» у 2010 році